# Гордон, Владимир Михайлович
Влади́мир Миха́йлович Го́рдон (6 [18] ноября 1871, Лохвица, Полтавская губерния — 3 января 1926, Харьков) — русский и советский правовед (специализация — гражданское и торговое право, гражданский процесс), доктор юридических наук (1906), профессор, академик Всеукраинской академии наук (ВУАН) (1925).

## Биография
Родился 13 (25) октября 1871 года в уездном городе Лохвица Полтавской губернии в семье судебного следователя 1 участка Лохвицкого уезда, коллежского секретаря Михаила Александровича Гордона. Отец — дворянин, действительный статский советник, около полувека прослужил по судебному ведомству.
В 1890 году окончил Кишинёвскую гимназию.
В 1894 году Владимир Гордон окончил юридический факультет Императорского Санкт-Петербургского университета, по окончании которого был оставлен при университете для подготовки к профессорской деятельности под руководством профессора Николая Дювернуа и был прикомандирован к 3-му Департаменту Правительствующего Сената. В 1897 году стал регистратором в 3-м Департаменте Правительствующего Сената.
Два с половиной года находился в заграничной учёной командировке, работал в Берлине, Лейпциге, Мюнхене, Вене, Париже и в Швейцарии.
В 1899—1900 годах — приват-доцент в Петербургском университете.
В 1901 году был выбран приват-доцентом Санкт-Петербургского университета, но в том же году перешёл в Демидовский юридический лицей, где в течение 5 лет читал курс гражданского процесса. После защиты в 1902 году магистерской диссертации «Основания иска в составе изменения исковых требований» (Ярославль, 1902) в 1903 году был избран экстраординарным профессором кафедры гражданского права и судопроизводства Демидовского лицея.
2 ноября 1903 года по результатам зарубежной поездки защищает в Санкт-Петербургском университете магистерскую диссертацию «Основание иска в составе изменения исковых требований»[уточнить].
В 1906 году в Ярославле защитил докторскую диссертацию «Иски о признании», в которой указал, что «иски о признании это один из способов достижения судебной помощи не по случаю нарушения права, но именно на случай нарушения», тем самым подчёркивая их превентивный характер.
В 1906—1907 годах исполнял должность экстраординарного профессора Харьковского университета; с 1907 года был ординарным профессором кафедры торгового права университета. В 1912 году был избран Санкт-Петербургским университетом на кафедру торгового права, но не утверждён министром и оставался до 1917 года в Харьковском университете.
В 1917 году, с марта по ноябрь был ординарным профессором кафедры торгового права Петроградского университета; одновременно, с мая по ноябрь 1917 года был сенатором 4-го (кассационного) Департамента Правительствующего Сената.
В 1917—1918 годах В. М. Гордон — преподаватель кафедры торгового права Московского коммерческого института и Московских Высших женских курсов
В 1919—1922 годы работал профессором Таврического университета в Симферополе. В 1921—1922 годы — юрисконсульт НКЮ Крымской АССР.
С 1922 года — профессор кафедры торгового права и декан правового факультета, с 1923 — заведующий кафедрой проблем современного права Харьковского института народного хозяйства.
В 1925 году возглавил кафедру гражданского права Всеукраинской академии наук. Также он был заведующим правого отдела Наркомата внутренней торговли Украины.
9 марта 1925 года избран действительным членом Всеукраинской Академии Наук.
Владимир Михайлович Гордон умер 3 января 1926 года в Харькове.
Его сын, Михаил Владимирович Гордон (1902—1968) также стал юристом-педагогом.

## Научная деятельность
Научные интересы Владимира Михайловича Гордона находились в области гражданского и торгового права, а также гражданского процесса.
Перу Гордона принадлежит около 100 трудов в области права. Им издан обширный практический комментарий к Уставу Гражданского Судопроизводства (5-е изд., СПб., 1911). Он автор ряда статей и рецензий в разных юридических журналах.